# Chiesa di San Matteo (Basilea)
La chiesa di San Matteo (in tedesco: Matthäuskirche) è un edificio di culto in stile neogotico della Chiesa evangelica riformata.
L'edificio fu progettato dall'architetto Felix Henry verso la fine del XIX secolo, e dedicato a San Matteo apostolo ed evangelista.
Con la sua torre, di 80 metri, è la chiesa più alta di Basilea.